# أكيسي ديلتا
أكيسي ديلتا (بالفرنسية: Akissi Delta) واسمها عند الولادة كان لوكو أكيسي دلفين (بالفرنسية: Loukou Akisse Delphine) (مواليد 5 مارس 1960، Dimbokro) هي مُمثلة ومُخرجة سينمائية إيفوارية.

## حياتها ومسارها الفني
وُلدت أكيسي ديلتا في ديمبوكرو يوم 5 مارس عام 1960، ولم يسبق لها قط أن ولجت فصول الدراسة في طفولتها. استهلت مسارها الفني كراقصة وعارضة أزياء، مثلت في فيلم «كيف حالك» (بالفرنسية: Comment ça va) للمُخرج ليونارد غروهيت، كما مثلت أيضا في العديد من أفلام هنري دوبارك.

## أعمالها

### كمُمثلة
- فيلم كيف حالك (بالفرنسية: Comment ça va) لمُخرجه ليونارد غروهيت وقد صدر سنة 1987
- فيلم بوكا (بالفرنسية: Bouka) لمُخرجه روجر غنوان مبالا وقد صدر سنة 1988
- فيلم قلب حلو (بالفرنسية: Joli cœur) لمُخرجه هنري دوبارك وقد صدر سنة 1992
- فيلم باسم المسيح (بالفرنسية: Au nom du Christ) لمُخرجه روجر كنوان مبالا وقد صدر سنة 1993
- شارع برينسيس (بالفرنسية: Rue Princesse) لمُخرجه هنري دوبارك وقد صدر سنة 1993
- فيلم إفريقيا، إفريقيا خاصتي (بالفرنسية: Afrique, mon Afrique) لمُخرجه إدريسا ويدراوغو وقد صدر سنة 1994
- فيلم مرحبًا بكم في غوندوانا (بالفرنسية: Bienvenue au Gondwana) لمُخرجه ماماني وقد صدر سنة 2016

### كمُخرجة
- أسرار أكيسي (بالفرنسية: Les secrets d'Akissi).
- عائلتي (بالفرنسية: Ma famille) 2002-17

## روابط خارجية
أكيسي ديلتا على موقع IMDb (الإنجليزية)
- أكيسي ديلتا على موقع ألو سيني (الفرنسية)
- أكيسي ديلتا على موقع قاعدة بيانات الفيلم (الإنجليزية)